# Chrysopilus squamithorax
Chrysopilus squamithorax är en tvåvingeart som beskrevs av Enrico Adelelmo Brunetti 1927. Chrysopilus squamithorax ingår i släktet Chrysopilus och familjen snäppflugor. Inga underarter finns listade i Catalogue of Life.